# صبحا (محافظة الحناكية)
صبحا قرية من قرى محافظة الحناكية في منطقة المدينة المنورة في السعودية، تقع شرق المدينة المنورة